# Wiener öffentliche Küchenbetriebsgesellschaft
Die Wiener öffentliche Küchenbetriebsgesellschaft (WÖK) wurde nach dem Ersten Weltkrieg als Hilfsorganisation zur öffentlichen Ausspeisung Armer und Bedürftiger gegründet.

## Geschichte
Schon im Jahr 1914 hatte Walter Schiff öffentliche Ausspeisungen für die Armen initiiert. In den Hungerjahren nach dem Ersten Weltkrieg übernahm die öffentliche Hand diese Aufgabe. Im Jahr 1919 wurde die „Vienna Public Feeding GesmbH“ mit einem Stammkapital von 20 Millionen Kronen gegründet, das zu gleichen Teilen vom Österreichischen Staatsschatz und der Gemeinde Wien aufgebracht wurde. Der Auftrag des Unternehmens bestand in der Volksausspeisung, besonders für Klein- und Schulkinder, aber auch für bedürftige Erwachsene und Pensionisten. Bis Ende 1919 übernahm das neue Unternehmen 19 Kriegsküchen. Die Speisen mussten generell abgeholt werden. Nur in den Küchen in der Karolinengasse in Wieden gab es die Möglichkeit die Mahlzeiten dort einzunehmen.
1920 wurde der Name in „Wiener öffentliche Küchenbetriebsgesellschaft“ (WÖK) geändert und der Betrieb expandierte auf 39 Küchen. Die Belegschaft wurde auf 766 Personen aufgestockt. 
Im April 1921 wurde in der Herrengasse 16 der erste restaurantartige Betrieb eröffnet.
1923 wurden von der WÖK etwa 5 Millionen Essensportionen ausgegeben, 1930 waren es 9 Millionen – der Höchststand vor dem Zweiten Weltkrieg.
Nach dem Zweiten Weltkrieg erlebte das Unternehmen einen gewaltigen Aufschwung. 1947 wurden mehr als 41 Millionen Essensportionen ausgegeben. Ab 1955 belieferte die WÖK auch Tagesheimstätten für alte Menschen mit Mindesteinkommen (später „Pensionistenklubs“).
1958 nahm die WÖK als erster Restaurationsbetrieb in ihrer Filiale in der Mariahilfer Straße 85 einen Elektroherd in Gebrauch. 
1969 startet die Aktion „Essen auf Rädern“, zunächst mit 25 Kunden. 1979 belieferte die „Essen auf Rädern“-Aktion schon 5.500 Menschen.
1978 kam es zu Umstrukturierungen und zur Umbenennung der WÖK zur „Wigast Gaststättenbetriebs-GesmbH“. Es entstanden Produktionsbetriebe für Salate und Halbfabrikate sowie eine mit moderner Technologie ausgestattete Großküche. 
1981 wurde das WÖK-Gebäude in der Gassergasse im 5. Wiener Gemeindebezirk dem „Verein zur Schaffung, Förderung und Unterstützung von selbstverwalteten Kultur- und Kommunikationszentren“ zur Verfügung gestellt, es entstand dort das Kulturzentrum Gassergasse.
1991 wurde die Wigast in eine Aktiengesellschaft umgewandelt. Das Unternehmen revitalisierte das Schloss Wilhelminenberg und übernahm auch das Café Schwarzenberg.
1999 bis 2001 wurde die Wigast schrittweise mit der Österreichisches Verkehrsbüro AG fusioniert. Die Wigast war nunmehr die größte Gastronomiekette Österreichs, der auch bekannte Restaurants wie Rathauskeller, Donauturm und Schloss Wilhelminenberg sowie die Gastronomiekette Wienerwald angehörten. 
2008 verkaufte das Verkehrsbüro seine Kulinariksparte, um sich auf das touristische Kerngeschäft zu konzentrieren.

## WÖK in den Medien
- ORF-Meldung v. 25. August 1968: „In Zusammenarbeit mit der Organisation ‚Pomoc uprchlíkům‘ / ‚Flüchtlingshilfe‘ gibt die ‚Wiener Öffentliche Küche‘ (WÖK) in allen ihren Filialen für Tschechoslowaken, die in Österreich geblieben sind, kostenlose Mahlzeiten aus. Sie können sich bei der Organisation ‚Pomoc uprchlíkům‘ melden, wo sie Kupons für ein tägliches Essen erhalten. Für Kinder wird besonders gesorgt. Das Küchenpersonal hat die Anweisung, für die Kinder leichte Speisen zu kochen.“[3]

- Schriftsteller Thomas Bernhard in seiner Erzählung Die Billigesser (1978[4]): Jahrelang essen die vier Billigesser von Montag bis Freitag in einer bestimmten WÖK immer das billigste Essen. Eine Hauptfigur geht dann allerdings ins Café Zögernitz, „weil das Zeitungsangebot dort besser war als in der WÖK“[5]